# 小行星5584
小行星5584（英語：5584 Izenberg）是一颗围绕太阳公转的小行星。1989年5月31日，亨利·E·霍爾特在帕洛马山发现了此天体。
这颗小行星的绝对星等为36.09477等。